# William Glackens
William James Glackens (født 13. marts 1870 i Philadelphia, Pennsylvania, død 22. maj 1938 i Westport, Connecticut), var en amerikansk maler, der var eksponent for den amerikanske realisme. Han var en af grundlæggerne af de amerikanske kunstnersammenslutninger The Eight og Ashcan School.
Glackens var en af dem, der banede vej før det socialrealistiskte maleri i USA. Han er frem for alt kendt for sine skildringer af gadeliv og middelklassens byliv.
Sideløbende med sin karriere som kunstmaler tegnede Glackens for en række aviser i Philadelphia og i New York.

## Galleri
- East River Park (ca. 1902)
- Cape Cod Pier (1908)
- Descending from the Bus
- Nude with Apple (1909-1910)
- March Day Washington Park (1910)
- Breezy Day Tugboats, New York Harbor (1910)
- Italo-American Celebration (ca. 1912)
- Bathing at Bellport
- Cafe Lafayette (Kay Laurel) (1914) (viser inspiration fra Renoir)
- Soda Fountain (1935)

## Eksterne links
- Wikimedia Commons har flere filer relateret til William Glackens